# Vas-y
Albums de Nicole Rieu
Pêcheur d'éponges Ah Ah
Vas-y est le 9e album studio de Nicole Rieu. L'album est sorti en 1998 chez Disques Yvon Chateigner (YC-187772).

## Liste des titres
| No  | Titre                         | Paroles                  | Musique                       | Durée |
| --- | ----------------------------- | ------------------------ | ----------------------------- | ----- |
| 1.  | Layana                        | Pierre-André Dousset     | Patrick Lemaître              | 3 :52 |
| 2.  | Vas-y                         | Jean-Pierre Lang         | Patrick Lemaître              | 3 :34 |
| 3.  | L'aventure c'est l'amour      | Claude Lemesle           | Patrick Lemaître              | 3 :43 |
| 4.  | Elle l'attend                 | Nicole Rieu              | Serge Sala                    | 4 :05 |
| 5.  | Géronimo de Miami             | Ganaël, Patrick Lemaître | Patrick Lemaître              | 4 :44 |
| 6.  | Pour savoir t'aimer           | Eddy Marnay              | Patrick Lemaître              | 3 :58 |
| 7.  | Les anges qui dorment en nous | Sylvain Lebel            | Patrick Lemaître              | 3 :18 |
| 8.  | On s'apprendrait par cœur     | Gérard Nicaud            | Patrick Lemaître              | 4 :47 |
| 9.  | Marie                         | Nicole Rieu              | Nicole Rieu                   | 4 :03 |
| 10. | Possible                      | Nicole Rieu              | Nicole Rieu, Patrick Lemaître | 4 :21 |

## Singles extraits de l'album
- Vas-y (septembre 1998)
- Pour savoir t'aimer (octobre 1998)
- Layana (décembre 1998)

## Autres informations
- Réalisation, arrangements et direction d'orchestre : Patrick Lemaître
- Production : Yvon Chateigner
- Mastérisation : Mireille Landmann, au Studio 44.1
- Chœurs : Nicole Rieu, Serge Sala, Julien Rieu de Pey, Pascale Richard et Patrick Lemaître
- Photos et conception de la pochette : Vincent Malléa
- Conception graphique : SJP Paris